# Coalició Popular
La Coalició Popular és una agrupació de partits de centredreta que es presentaren a les eleccions municipals autonòmiques del 1983, formada per Alianza Popular, el Partit Demòcrata Liberal, que ja s'havien presentat junts a les Eleccions generals espanyoles de 1982, i el Partit Liberal, amb els partits regionalistes Unió Valenciana, Unión del Pueblo Navarro, Partido Aragonés Regionalista i Centristas de Galicia. Al Parlament de les Illes Balears, va obtenir 21 escons. A les Eleccions generals espanyoles de 1986, encapçalada per Manuel Fraga Iribarne, la coalició obtingué 5.247.677 vots i 105 escons, liderant l'oposició. El Partit Popular va sorgir de la refundació d'Alianza Popular feta en el IX Congrés d'Aliança Popular en gener de 1989.